# Dompierre-sous-Sanvignes
 Dompierre-sous-Sanvignes  es una población y comuna francesa, en la región de Borgoña, departamento de Saona y Loira, en el distrito de Charolles y cantón de Toulon-sur-Arroux.

## Demografía
| 140 | 121 | 100 | 94 | 80 | 79 |
| Para los censos de 1962 a 1999 la población legal corresponde a la población sin duplicidades (Fuente: INSEE [Consultar]) |     |     |    |    |    |